# Gladiolus goldblattianus
Gladiolus goldblattianus är en irisväxtart som beskrevs av Daniel Geerinck. Gladiolus goldblattianus ingår i släktet sabelliljor, och familjen irisväxter. Inga underarter finns listade i Catalogue of Life.